# Paweł Tamborski
Paweł Tamborski (ur. 17 stycznia 1966 w Pile) – polski ekonomista, w latach 2012–2014 podsekretarz stanu w Ministerstwie Skarbu Państwa, w latach 2014–2015 prezes zarządu Giełdy Papierów Wartościowych w Warszawie.

## Życiorys
Ukończył studia na Akademii Ekonomicznej w Poznaniu. W 1991 uzyskał licencję maklera papierów wartościowych. Pracował w Banku Staropolskim, biurze maklerskim Wielkopolskiego Banku Kredytowego, a od 1994 w grupie CAIB (następnie UniCredit), gdzie był m.in. szefem bankowości inwestycyjnej i członkiem zarządu UniCredit CAIB Poland, a od 2008 odpowiadał za londyński zespół rynków kapitałowych Europy Środkowo-Wschodniej. W latach 2010–2012 kierował bankowością inwestycyjną w banku inwestycyjnym Wood & Company.
Od 23 stycznia 2012 do 6 czerwca 2014 (okres drugiego rządu Donalda Tuska) był wiceministrem skarbu państwa w randze podsekretarza stanu. 25 lipca 2014 zastąpił Adama Maciejewskiego na stanowisku prezesa zarządu Giełdy Papierów Wartościowych w Warszawie. Cztery dni później został także przewodniczącym rady nadzorczej Krajowego Depozytu Papierów Wartościowych. 3 grudnia 2015 złożył rezygnację z pełnienia funkcji prezesa zarządu GPW z dniem 31 grudnia 2015.
12 lutego 2018 został zatrzymany przez Centralne Biuro Antykorupcyjne w związku z zarzutem nieprawidłowości („niedopełnienia ciążących obowiązków i nadużycia udzielonych uprawnień w celu osiągnięcia korzyści majątkowej przez osoby zobowiązane do zajmowania się sprawami majątkowymi Skarbu Państwa”) przy sprzedaży Ciechu. Pakiet 37,9 proc. akcji tego przedsiębiorstwa, za kwotę nie mniejszą niż 619 mln zł, nabyło KI Chemistry z grupy Kulczyk Investments. Katowicka prokuratura regionalna złożyła wniosek o tymczasowe aresztowanie zatrzymanego, na co nie wydał zgody sąd. W 2020 prokuratura zmieniła zarzuty na wyrządzenie szkody wielkich rozmiarów. Mimo wieloletniego śledztwa prokuratura nie skierowała do sądu aktu oskarżenia. W 2022, podczas prac senackiej komisji ds. nielegalnej inwigilacji, ujawniono, że w okresie od 11 lutego do 5 kwietnia 2018 Tamborski był inwigilowany przez służby specjalne przy pomocy oprogramowania Pegasus.